# (6194) Denali
(6194) Denali es un asteroide perteneciente al cinturón de asteroides, región del sistema solar que se encuentra entre las órbitas de Marte y Júpiter, descubierto el 12 de octubre de 1990 por Robert H. McNaught desde el Observatorio de Siding Spring, Nueva Gales del Sur, Australia.

## Designación y nombre
Designado provisionalmente como 1990 TN. Fue nombrado Denali en homenaje al monte Denali, que se eleva 6194 metros sobre el nivel del mar, siendo el pico más alto de América del Norte. El nombre Denali es originario del idioma indio Tanana y se traduce al inglés como "The Great One". Los indios Tanana son un subgrupo de los athabaskanos; que a su vez fueron los habitantes originales del centro y sur del centro de Alaska.

## Características orbitales
Denali está situado a una distancia media del Sol de 2,378 ua, pudiendo alejarse hasta 2,613 ua y acercarse hasta 2,143 ua. Su excentricidad es 0,098 y la inclinación orbital 9,453 grados. Emplea 1339,87 días en completar una órbita alrededor del Sol.

## Características físicas
La magnitud absoluta de Denali es 12,9. Tiene 7,211 km de diámetro y su albedo se estima en 0,228. 